# 咪咪·史密斯
玛丽·伊丽莎白·“咪咪”·史密斯（英語：Mary Elizabeth "Mimi" Smith）（婚前姓“斯坦利”）（1906年4月24日—1991年12月6日）是英国音乐人约翰·列侬的姨妈和监护人。

## 生平
咪咪·斯坦利出生于英格兰利物浦，是五个女儿中的长女。她在沃尔顿康复医院成为一名住院学徒护士，后来成为私人秘书。1939年9月15日，她与乔治·史密斯结婚，他运营家族乳品农场和一家位于利物浦郊区沃尔顿的商铺。
她的妹妹茱莉亚·列侬和丈夫分开后，茱莉亚和她的儿子（约翰·列侬）与一位新对象一起搬进来住。但咪咪联系了利物浦社会服务处，抱怨他和两位成年人同睡一张床。茱莉亚最终被说服，把列侬托付给史密斯家照顾。列侬在史密斯家度过了大部分的童年时光，并和阿姨保持了亲近的关系，尽管她非常反对他的音乐梦想、他的女朋友们和妻子们。
她曾常对少年时期的列侬说：“吉他还算可以，约翰，但你永远无法靠此谋生。”1965年，列侬在多塞特郡普爾为她买了一幢平顶小别墅，她在那里生活直到1991年去世。尽管列侬后来与其他家庭成员都没有联络，他和咪咪关系亲近，每周和她通电话，直到他1980年去世。史密斯家在利物浦的房子后来捐赠给了國家名勝古蹟信託。